# Fodbold - Sverige - Danmark 1937
Fodbold - Sverige - Danmark 1937 er en dansk dokumentarisk optagelse fra 1937 af fodboldlandskampen mellem Danmark og Sverige, der fandt sted den 3. oktober 1937 på Råsunda stadion i Stockholm. Danmark vandt fodboldkampen 2-1 på mål af Knud H.M. Andersen og Helmuth Søbirk.
Der skulle gå næsten 40 år inden Danmark igen vandt en udekamp mod Sverige.